# سیورت
سیورت یکای اس‌آی دز معادل (Dose Equivalent) در فیزیک پزشکی است. نام این واحد از نام فیزیکدان سوئدی رالف ماکسیمیلیان سیورت گرفته شده‌است.
{\displaystyle 1\ \mathrm {Sv} =1\ {\frac {\mathrm {J} }{\mathrm {kg} }}=1\ \mathrm {m} ^{2}\cdot \mathrm {s} ^{-2}}
۱Sv = ۱۰۰rem
سیورت با در نظر گرفتن عواملی مانند نوع تابش (مانند آلفا، بتا، گاما) و حساسیت بافت، خطر آسیب ناشی از قرار گرفتن در معرض اشعه را کمی می کند.

## تفاوت سیورت وگری
گری (Gy): انرژی فیزیکی جذب شده توسط یک ماده را اندازه گیری می کند.
سیورت(Sv): تاثیر فیزیولوژیکی آن انرژی جذب شده را روی بافت زنده اندازه گیری می کند.
به عنوان مثال اگر 1 گری پرتو گاما دریافت شود، دوز جذب شده 1 گری است.
دوز معادل در سیورت به نوع تابش بستگی دارد. برای پرتوهای گاما، 1 گری = 1 سیورت، اما برای ذرات آلفا، 1 گری = 20 سیورت؛ به دلیل تأثیر بیولوژیکی بالاتر آنها.